# Les deux font la loi
Pour les articles homonymes, voir Bordertown.
Les deux font la loi (Bordertown) est une série télévisée franco-américano-canadienne en 78 épisodes de 26 minutes, diffusée aux États-Unis entre le 7 janvier 1989 et le 17 mars 1991 sur The Family Channel et au Canada sur le réseau CTV.
En France, quelques épisodes ont été diffusés dans Giga à partir du 1er mai 1990 avant que les saisons 1 et 2 soient diffusées intégralement dans Éric et toi et moi du 27 juin 1990 au 25 août 1990, puis chaque samedi matin jusqu'en 1991 sur Antenne 2. Rediffusion et diffusion d'épisodes inédits à partir du 24 février 1992 sur La Cinq puis du 25 avril 1994 au 24 juin 1994 sur M6, du 4 septembre 1995 au 23 juin 1996, du 2 septembre 1996 au 11 décembre 1996 et du 4 juin 1997 au 13 octobre 1998 sur France 3.

## Historique
Les deux font la loi est la conséquence des quotas de production française imposés à la fin des années 1980. La Cinq devient coproductrice à partir de la saison 3. La chaîne coproduira ainsi plusieurs séries dont Le Voyageur et Rintintin junior.

## Synopsis
À la fin du XIXe siècle en Amérique du Nord, la petite ville de Pemmican voit son destin bouleversé par le nouveau découpage de la frontière entre le Canada et les États-Unis. Située sur le 49e parallèle nord, Pemmican est en effet découpée en deux et donc transformée en ville frontière (Bordertown).
La partie américaine de la ville est sous la juridiction du shérif Jack Craddock (ancien Texas Ranger et vétéran de la guerre de Sécession), alors que c'est le mountie Clive Bennett qui est responsable du côté canadien.
La série voit donc s'affronter ces deux hommes qui, au-delà de leurs charges respectives, courtisent aussi la même femme, la docteure Marie Dumont, seul médecin de la ville et récemment veuve.

## Production
La série a été tournée à Maple Ridge et Pitt Meadows en Colombie-Britannique.
La musique utilisée pour le générique de la série est le mouvement Allegro moderato en ut majeur de la Symphonie no 3 de Sibelius.

### Fiche technique
- Titre francophone : Les deux font la loi
- Titre anglophone : Bordertown
- Réalisateur : Michael Schock[13]
- Langue : anglais
- Durée : 26 minutes
- Nombre d'épisodes : 78 (3 saisons)
- Dates de première diffusion :  États-Unis : 7 janvier 1989 ;  France : août 1990

## Distribution
Tous épisodes : 
- Sophie Barjac : docteur Marie Dumont
- Richard Comar : shérif Jack Craddock
- John H. Brennan : caporal Clive Bennett

Épisode 1.1 : Le déserteur / Civilization
- Gérard Watkins
- Kimberly Sheppard
- Bill Stewart
- Bill Pepperall : Jake Epple
- Freda Perry : Diane Denny
- Grégory Togel : Willie Haddon

Épisode 1.2 : Abus de pouvoir / Runners
- Paul Batten : Wendell Mc Wherter
- Hagan Beggs : Liam Gleeson
- Fritz Bergold : Otto Danzinger
- Beverley Elliott : Sally Duffield
- Dom Fiore : Dominic Bertino
- Duncan Fraser : Zachary Denny
- Wyatt Orr : Bruno Danzinger
- Bill Pepperall : Jake Epple
- Freda Perry : Diane Denny
- Grégory Togel : Willie Haddon

## Épisodes

### Première saison (1988-89)
1. Le Déserteur (Civilization)
2. Abus de pouvoir (Runners)
3. Justice soit faite (Medicine Woman)
4. L'Amitié trahie (Blindside)
5. L'Homme qu'on voulait pendre (The Man They Couldn't Hang)
6. Un citoyen modèle (A Model Citizen)
7. L'Expert (Over the Line)
8. Fou de rage (Blood Fury)
9. L'Enlèvement (The Reaper)
10. La Prisonnière (The Killing)
11. Règlement de comptes (The Gunfighter)
12. Le Guet-apens (Trapped)
13. Les Chaînes du passé (Slave)
14. Un drôle de cow-boy (One of the Boys)[14]
15. Quand les rêves meurent (When Dreams Die)
16. La Femme et le Cadavre (The Lady and the Corpse)
17. Les Trappeurs (The Fur Trader)
18. Les Liens du sang (Ties that Bind)
19. Le Chasseur de primes (The Bounty Hunter)
20. Les Justes (Pretty Shadows)
21. Amnésie (Bad Memories)
22. Craiddock contre Bennett (Craddock vs. Bennett)
23. Nahami (Nahanni)
24. L'Étalon (Vigilante)
25. Une promesse en or (Gold and Lead)[15]
26. Rendez-vous manqué (Keenan's Raiders)

### Deuxième saison (1990)
1. La Vengeance du shérif (Hunter's Moon)
2. Courrier Express (The Pony Riders)
3. Main dans la main (Hand to Hand)[16]
4. La Bavure (The Last Shot)
5. Le Convoi (The Convoy)
6. Au-dessus de tout soupçon (The Last Fenian Raid)
7. Titre français inconnu (Letter of the Law)
8. Plume blanche (White Feather)
9. Entre quatre yeux (Four Eyes)
10. Titre français inconnu (Skirmishes)
11. Buffalo Girl (Buffalo Girl)
12. Escarmouches (Ancient Claims)
13. Le Sourire du tueur (Killer with a Smile)
14. Du fond du cœur (Straight from the Heart)
15. Les Compères (Compadres)[17]
16. Sans scrupule (When Gold Turns Black)
17. Le Duel (Gun Down)
18. Double Lune (Two Moons)
19. Le Dernier du gang (The Last of the James Gang)
20. La Photo (Snap Shot)
21. Le Quatrième Pouvoir (The Fourth Estate)
22. Au cœur de l'aventure (The Heart of Adventure)
23. Adhésion forcée (A Brand of Justice)
24. La Main droite du Diable (Devil's Right Hand)[18]
25. L'Or du fou (Fool's Gold)
26. Tous pour une (All for One)[19]

### Troisième saison (1990-1991)
1. Titre français inconnu (Second Chance [1/2])
2. Titre français inconnu (Vengeance Is Mine [2/2])
3. Titre français inconnu (Nebraska Lightning)
4. Titre français inconnu (Let There Be Light)
5. Titre français inconnu (Sons of Thunder)
6. Titre français inconnu (Wild Horses)
7. Titre français inconnu (Blood)
8. Titre français inconnu (Sweet Revenge)
9. Titre français inconnu (Sight Unseen)
10. Titre français inconnu (The Preacher)
11. Titre français inconnu (Honour Thy Father)
12. Titre français inconnu (In Cold Blood)
13. Titre français inconnu (A Question of Negligence)
14. Titre français inconnu (Conduct Becoming)
15. Titre français inconnu (The Bostonian)
16. Titre français inconnu (Field of Honour)
17. Titre français inconnu (The New Recruit)
18. Titre français inconnu (Marshal Law)
19. Titre français inconnu (Roaring Days)
20. Titre français inconnu (The Road Chosen)
21. Titre français inconnu (Hired Hand)
22. Titre français inconnu (Demon Rum)
23. Titre français inconnu (Tall in the Saddle)
24. Titre français inconnu (A Small Kindness)
25. Titre français inconnu (Frontier Passage)
26. Titre français inconnu (Under Western Skies)